# Thomas Ceccon
Thomas Ceccon (født 27. januar 2001) er en italiensk svømmer.
I 2021 repræsenterede han Italien ved Sommer-OL 2020 i Tokyo, Japan, hvor han vandt en bronzemedalje med 4×100 meter medley stafethold.